# Knut Diers
Knut Diers (* 1959 in Hannover) ist ein deutscher Geograph, Reiseschriftsteller, Autor und Journalist.

## Leben
Knut Diers studierte an der Justus-Liebig-Universität Gießen Geografie. Er arbeitete als freier Journalist für Zeitungen und Hörfunk (NDR und Deutschlandfunk) und absolvierte sein Volontariat als Redakteur bei der Hannoverschen Allgemeinen Zeitung. Bei ihr arbeitete er mehr als 20 Jahre lang in verschiedenen Ressorts bis 2007. Zuletzt war er verantwortlich für die Wochenendbeilage „Reise und Urlaub“. 2007 machte er sich mit seinem Redaktionsbüro Buenos Diers Media in Hannover selbstständig.
Er veröffentlichte mehr als 30 Reisebücher sowie Krimis. Aufsehen erregte er mit seinem Krimi „Der Spion von Büsum“, bei dem es um eine Fiktion geht, in der der frühere Bundeskanzler Willy Brandt schon 1978 die beiden deutschen Staaten wiedervereinigte und 1982 die Vereinigten Staaten von Europa gründete.
Seine Reiseführer sind vor allem über Norddeutschland erschienen – vom Weserbergland über den Harz bis Ostfriesland, Lüneburg und Sylt.
Artikel von Knut Diers zu den Themen Reisen, Gesellschaft und Wissenschaft erschienen bei Merian, Spiegel Online, WAZ, taz, Neue Zürcher Zeitung, Geo Saison, Hamburger Abendblatt, HAZ, NP, Kölner Stadtanzeiger, Welt am Sonntag, Rhein-Neckar-Zeitung, Rheinische Post, Rheinischer Merkur, Sonntag aktuell, Natur, tours, Westdeutsche Allgemeine Zeitung, Goethe-Institut, „Starke Eltern, starke Kinder“ (Kinderschutzbund), Gräfe und Unzer, Bruckmann Verlag, Gmeiner Verlag, Mitteldeutscher Verlag, Wartberg Verlag, Picus, Tertulla Verlag, u.a.chen
Vom 1. März bis 31. Mai 2025 war er Burgschreiber in den Städten Laufenburg/Baden und Laufenburg/Schweiz beidseits des Rheins.

## Schriften (Auswahl)

### Reiseliteratur
- Lieblingsplätze im Weserbergland, Gmeiner Verlag, ISBN 978-3-8392-0388-0
- Lieblingsplätze Nordsee Niedersachsen, Gmeiner Verlag, ISBN 978-3-8392-0380-4
- Lieblingsplätze Harz, Gmeiner Verlag, ISBN 978-3-8392-0158-9
- Lüneburg – 99 Mal entdecken! Mitteldeutscher Verlag; ISBN 978-3-96311-347-5
- Lieblingsplätze Ostfriesische Inseln, Gmeiner Verlag, ISBN 978-3-8392-2622-3
- Harzlich willkommen, Bruckmann Verlag, ISBN 978-3-7343-1564-0
- Ostfriesland – Tiefsee, Torf und Tee – Für Wattwanderer und Schiffegucker, Gmeiner Verlag, ISBN 978-3-8392-1901-0
- Hannover – einfach spitze! 100 Gründe stolz auf diese Stadt zu sein. Wartberg Verlag, ISBN 978-3-8313-2901-4
- Die Weser, Bildband, Texte von Knut Diers, ISBN 978-3-9815602-7-5
- Zypern – Aphrodites liebster Badeplatz, Picus Lesereisen, ISBN 978-3-7117-5113-3

### Krimis
- Der Spion von Büsum, Kriminalroman, Gmeiner Verlag, ISBN 978-3-8392-2370-3
- Mörderisches Emsland, 11 Krimis und 125 Freizeittipps, Gmeiner Verlag, ISBN 978-3-8392-2060-3
- Wer mordet schon auf Sylt?, 11 Krimis und 125 Freizeittipps, Gmeiner Verlag, ISBN 978-3839218631

### Reiseführer
- Harz Plus mit Maxi-Faltkarte – Sagenumwobenes Mittelgebirge, ADAC Verlag / Travel House Media, ISBN 978-3-98645-155-4
- Harz – Sagenumwobenes Mittelgebirge, ADAC Verlag / Travel House Media, ISBN 978-3-9864500-3-8
- Sylt – MERIAN Reiseführer, Travel House Media, ISBN 9783834231505
- Sylt – Amrum – Föhr – Helgoland, Gräfe und Unzer, ISBN 978-3-95689-783-2
- 100 tolle Erlebnisse in Niedersachsen, die eure Kinder lieben werden, Bruckmann Verlag, ISBN 978-3-7343-1371-4
- Ab in den Harz – 55 gute Gründe, sich auf die Socken zu machen, Bruckmann Verlag, ISBN 978-3-86246-556-9
- Mittelweser: Reiseführer, Mitteldeutscher Verlag, ISBN 978-3-95462-735-6
- Merian momente: Sylt, Travel House Media GmbH, ISBN 978-3834217264
- Hameln. Stadtführer, Mitteldeutscher Verlag, ISBN 978-3-95462-452-2
- Merian momente: Hannover, Travel House Media GmbH, ISBN 978-3-8342-1715-8
- Freizeitführer: Rund um Hannover, Wartberg Verlag, ISBN 978-3-8313-2293-0
- Deutsche Fehnroute: Südliches Ostfriesland hautnah erleben, Grebenikov Verlag, explorise Ferienstraßen, ISBN 978-3-9417-8444-4
- Merian live! Hannover, Travel House Media GmbH; ISBN 978-3-8342-0989-4
- Merian live! Ostfriesland, Travel House Media GmbH, ISBN 978-3-8342-1418-8
- DuMont Bildatlas Altmühltal, DuMont Reiseverlag, ISBN 978-3770-192014
- Die Deutsche Märchenstraße, Grebenikov Verlag, 2012, ISBN 978-3-941784-31-4

### Ausgewählte Artikel
- Kanadas Eisangler | Saufen und fischen, Spiegel, 22. März 2013
- Echt? Das ist Hannover?, Spiegel, 24. August 2014
- Freilichtmuseum bei Bangkok | Lehrstunde am Lego-Palast, Spiegel, 17. Januar 2013
- Gartenreich – in der Heimat der Seerosen, Welt, 12. Mai 2012
- Skifahren auf Zypern | Göttliche Schwünge, Spiegel, 12. Dezember 2012
- Schnabeltier-Watching in Australien | Vorne Donald Duck, hinten Biber, Spiegel, 20. Dezember 2013